# رامون نيتو دا كوستا
رامون نيتو دا كوستا (بالبرتغالية: Ramon Costa‏) هو لاعب كرة قدم برازيلي في مركز الهجوم، ولد في 16 فبراير 1987 في Araranguá ‏ في البرازيل، وتوفي بنفس المكان في 6 أكتوبر 2018. لعب مع بوليتنيكا ياشي ونادي فيغورينسي.